# Москвин, Станислав Михайлович
Станисла́в Миха́йлович Москви́н (род. 18 сентября 1970) — российский легкоатлет, специалист по бегу на короткие дистанции. Выступал на профессиональном уровне в 1990-х годах, двукратный чемпион России в эстафете 4×100 метров, победитель и призёр первенств всероссийского значения, участник Кубка Европы в Мюнхене. Представлял Омскую область и Профсоюзы. Мастер спорта России международного класса. Тренер по лёгкой атлетике.

## Биография
Станислав Москвин родился 18 сентября 1970 года. Занимался лёгкой атлетикой в Омске, представлял Омскую область и Профсоюзы. Проходил подготовку под руководством заслуженного тренера России Владимира Петровича Иванова.
Первого серьёзного успеха на всероссийском уровне добился в сезоне 1994 года, когда на чемпионате России в Санкт-Петербурге с омской командой одержал победу в зачёте эстафеты 4×100 метров.
В 1995 году на чемпионате России в Москве вновь выиграл эстафету 4×100 метров.
В 1997 году стал бронзовым призёром в беге на 60 метров на зимнем чемпионате России в Волгограде, с личным рекордом 10,70 финишировал шестым в беге на 100 метров на Мемориале братьев Знаменских в Москве. В составе российской сборной занял восьмое место в эстафете 4×100 метров на Кубке Европы в Мюнхене, тогда как на летнем чемпионате России в Туле получил в той же дисциплине серебро, пропустив вперёд только московскую команду.
В 2000 году на чемпионате России в Туле в число призёров не попал, но установил личный рекорд в беге на 200 метров — 22,76.
За выдающиеся спортивные достижения удостоен почётного звания «Мастер спорта России международного класса».
Впоследствии работал тренером-преподавателем по лёгкой атлетике в Центре адаптивного спорта Югры в Ханты-Мансийске.